# Daniel Sullivan (politico)
Daniel Scott Sullivan, detto Dan (Fairview Park, 13 novembre 1964), è un politico statunitense, senatore per lo stato dell'Alaska dal 2015 ed in precedenza procuratore generale dello stesso stato dal 2009 al 2010. Ancor prima, Sullivan ha ricoperto il ruolo di Vicesegretario di Stato per gli affari economici nell'amministrazione Bush Jr. dal 2006 al 2009.

## Biografia
Nato e cresciuto nell'Ohio, Sullivan studiò economia ad Harvard e legge alla Georgetown, dopodiché si arruolò fra i marines e prestò servizio in Alaska.
Negli anni novanta, passato fra le riserve, cominciò a lavorare come avvocato e assistente legale. Successivamente divenne un collaboratore dell'amministrazione Bush e nel 2006 venne nominato Assistente del Segretario di Stato per gli Affari economici e il Business. Nel 2009, la governatrice Sarah Palin nominò Sullivan procuratore generale dell'Alaska; poi, quasi un anno e mezzo dopo, lasciò il posto quando il nuovo governatore Sean Parnell lo nominò commissario per il Dipartimento delle Risorse Naturali dell'Alaska.
Nel 2014 annunciò la sua candidatura al Senato con il Partito Repubblicano, sfidando il senatore democratico in carica Mark Begich. Alla fine riuscì a sconfiggere di misura l'avversario, venendo eletto senatore.
Ideologicamente Sullivan si configura come conservatore.